# Vitória Adelaide de Eslésvico-Holsácia-Sonderburgo-Glucksburgo
Vitória Adelaide Helena Luísa Maria Frederica de Eslésvico-Holsácia (Castelo de Grünholz, 31 de dezembro de 1885 - Grein, 3 de outubro de 1970) foi a consorte de Carlos Eduardo, Duque de Saxe-Coburgo-Gota.

## Família
A princesa Vitória nasceu em Holsácia, Alemanha, e era a filha mais velha do duque Frederico Fernando de Eslésvico-Holsácia e da princesa Carolina Matilde de Eslésvico-Holsácia-Sonderburgo-Augustemburgo. Através da sua mãe, ela era sobrinha da Imperatriz Augusta Vitória da Alemanha e sobrinha-bisneta da Rainha Vitória do Reino Unido.

## Biografia

### Casamento
Foi a consorte do duque Carlos Eduardo de Saxe-Coburgo-Gota. Eles tiveram cinco filhos.

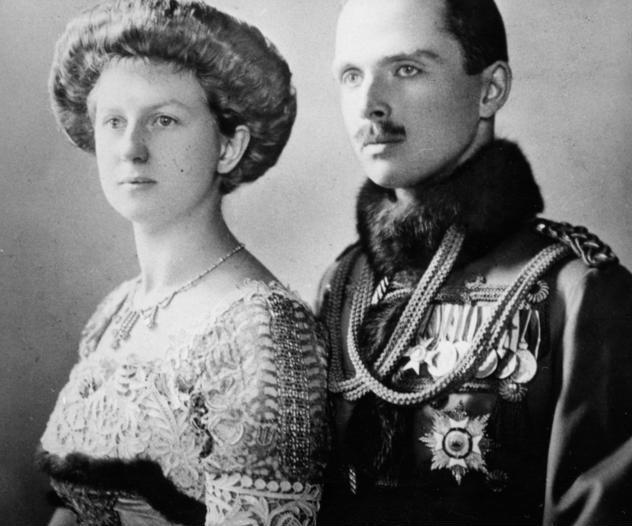
O Duque e a Duquesa de Saxe-Coburgo-Gota.

Seu filho mais velho o príncipe João Leopoldo, o herdeiro do trono ducal, participou efetivamente da Segunda Guerra Mundial.
Através da sua filha, Sibila, a princesa Vitória Adelaide foi a avó materna de Carlos XVI Gustavo da Suécia.
Seu segundo filho varão, o príncipe Umberto,  se juntou ao exército alemão, e viu a ação na frente oriental durante a Segunda Guerra Mundial. Ele foi morto em ação em 26 de novembro de 1943, aos 34 anos, em Mosty, Ucrânia (então Rússia).

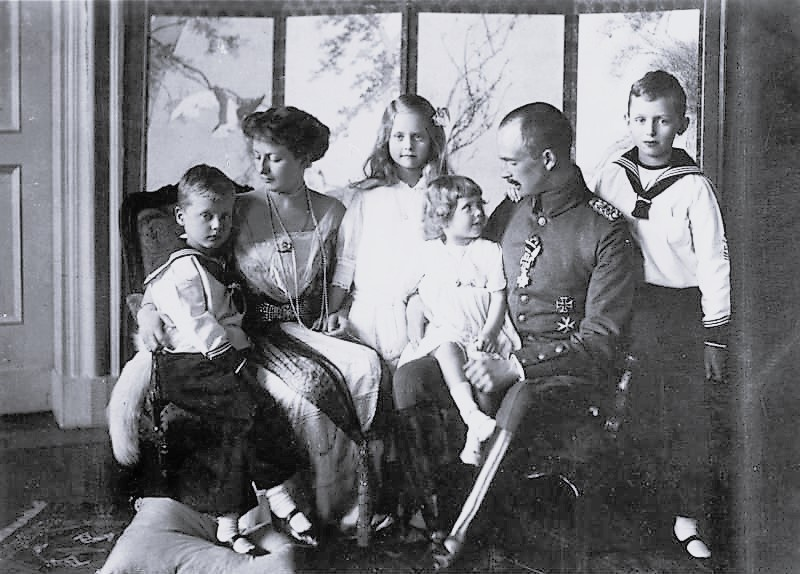
Família ducal de Saxe-Coburgo-Gota

Sua filha mais nova havia sido casada por três vezes, mas não tinha nenhum filho e também vivia uma vida pobre, pois antes de seu primeiro esposo Otto Friedrich Wolfgang, Conde de Castell-Rüdenhausen falecer ela se divorciou dele, e assim não herdou nada.
Seu filho caçula, o príncipe Frederico Josias, era o único que poderia torna-se o próximo Duque de Saxe-Coburgo-Gota se a Alemanha voltasse a ser império e o ducado fosse restituído. Os seus trinetos são atuais pretendentes aos títulos de Duque de Saxe-Coburgo-Gota, Duque da Saxônia e a chefia geral da Casa de Saxe-Coburgo-Gota
Em 1918, o seu esposo o duque foi forçado a abdicar do seu trono ducal, após o final da Primeira Guerra Mundial. Após a Segunda Guerra Mundial, o casal fugiu para a Áustria na sequência da apropriação de suas propriedades na Alemanha Oriental pela União Soviética.

## Crise dinástica
O duque Carlos Eduardo atuou na Primeira Guerra Mundial como general do exército alemão. Consequentemente, o rei Jorge V ordenou que o seu nome fosse retirado da lista dos cavaleiros da Ordem da Jarreteira, em 1915. 
Em julho de 1917, num esforço para distanciar a sua dinastia da origem alemã, Jorge V mudou o nome da casa real britânica de Casa de Saxe-Coburgo-Gota para Casa de Windsor. 
Naquele mesmo ano, o parlamento britânico aprovou a Lei de Privação dos Títulos que autorizava o Conselho Privado do Reino Unido a investigar "todas as pessoas que se beneficiam de qualquer dignidade ou título como "Alteza" ou "Príncipe" britânico que, durante a presente guerra, suportou armas contra Sua Majestade Real ou seus aliados, ou que tenham se juntado aos inimigos de Sua Majestade". Nos termos dessa lei, um decreto do conselho, de 28 de março de 1919, aboliu, formalmente, o Ducado da Bretanha, o Ducado de Albany, o Condado de Clarence, e a Baronia de Arklow. O duque Carlos Eduardo e os seus filhos também perderam seus direitos de sucessão, os títulos de "Príncipe do Reino Unido" e os tratamentos de "Sua Alteza Real" e "Sua Alteza", seus brasões de armas e a cidadania britânica.
Em 1936, Carlos Eduardo tentou uma aproximação com o então novo rei Eduardo VIII, com uma conversação fracassada que não resultou na restituição almejada por ele.

## Descendência
- João Leopoldo, Príncipe Herdeiro de Saxe-Coburgo-Gota (1906-1972), com descendência;
- Sibila, Duquesa da Bótnia Ocidental (1908-1972), com descendência;
- Umberto (1909-1943), sem descendência;
- Carolina Matilde (1912-1983), com descendência;
- «Frederico Josias». (1918-1998), com descendência

## Títulos e estilos
- 31 de dezembro de 1885 - 11 de outubro de 1905: Sua Alteza, a princesa Vitória Adelaide de Eslésvico-Holsácia-Sonderburgo-Glucksburgo
- 11 de outubro de  1905 - 28 de março de 1919: Sua Alteza Real, a Duquesa de Albany, Duquesa de Saxe-Coburgo e Gota
- 28 de março de 1919 - 6 de março de 1954: Sua Alteza, a Duquesa de Saxe-Coburgo e Gota
- 6 de março de 1954 - 3 de outubro de 1970: Sua Alteza, a Duquesa Viúva de Saxe-Coburgo e Gota